# Szaszawarlija
Szaszawarlija (mac. Шашаварлија) – wieś w gminie miejskiej Sztip w środkowej Macedonii Północnej.

## Demografia
Według spisu ludności z 2021 we wsi Szaszawarlija mieszkało 79 mieszkańców.

### Rasy i pochodzenie
Według wyżej wspomnianych danych we wsi Szaszawarlija mieszkało 67 Turków, 10 Macedończyków, jeden Albańczyk i jeden mieszkaniec, o którym nie zebrano informacji.